# Arvid Jernstedt
Arvid Jernstedt, död 1714, var en svensk rådman, riksdagsledamot och politiker.

## Biografi
Jernstedt var riksdagsledamot för borgarståndet i Västerås vid riksdagen 1686.